# William Dampier
William Dampier (n. 5 septembrie 1651 la Somerset - d. 8 martie 1715) a fost un marinar, explorator și pirat englez, primul care a explorat Australia (pe atunci denumită New Holland) și insulele învecinate și primul care a efectuat trei circumnavigații.

## Biografie

### Tinerețea
S-a născut în familia unui fermier sărac.
La vârsta de 7 ani și-a pierdut ambii părinți.
Prima sa călătorie pe apă are loc la bordul unei nave comerciale care efectua curse regulate spre Newfoundland.
Într-o altă călătorie ajunge în insula Java.
În 1673 participă la cele două bătălii de la Schooneveld.
Fiind bolnav, este nevoit să se întoarcă în Anglia pentru a se reface.
În anii următori are diverse ocupații: tăietor de lemne, șef de plantație în Jamaica și agricultor în Haiti.

### Prima circumnavigație
În 1679, Dampier îl cunoaște pe Bartholomew Sharp, renumit căpitan de navă de pirați și astfel iese din monotonia vieții, efectuând prima sa călătorie în jurul lumii în calitate de pirat.
Astfel, în același an, 1679, ajunge până la Istmul Panama, unde participă la capturarea unor nave spaniole.
În continuare, participă la expedițiile de jaf asupra așezărilor spaniole din Peru, urmate de întoarcerea triumfală în Caraibe.